# 拉布瓦西耶尔 (汝拉省)
拉布瓦西耶尔（法語：La Boissière，法語發音：[la bwasjɛʁ] ⓘ）是法国汝拉省的一个市镇，属于隆斯勒索涅区。

## 地理
拉布瓦西耶尔（46°25'21"N, 5°31'51"E）面积5.36 平方千米，位于法国勃艮第-弗朗什-孔泰大區汝拉省，该省份为法国东部内陆省份，北起上索恩省，西北接科多尔省，西临索恩-卢瓦尔省，南至安省，东与杜省和瑞士接壤。
与拉布瓦西耶尔接壤的市镇（或旧市镇、城区）包括：瓦卢斯河畔马里尼亚、德拉姆莱、蒙特勒韦、蒙兰西亚、瓦尔赞-昂珀蒂特蒙塔涅。

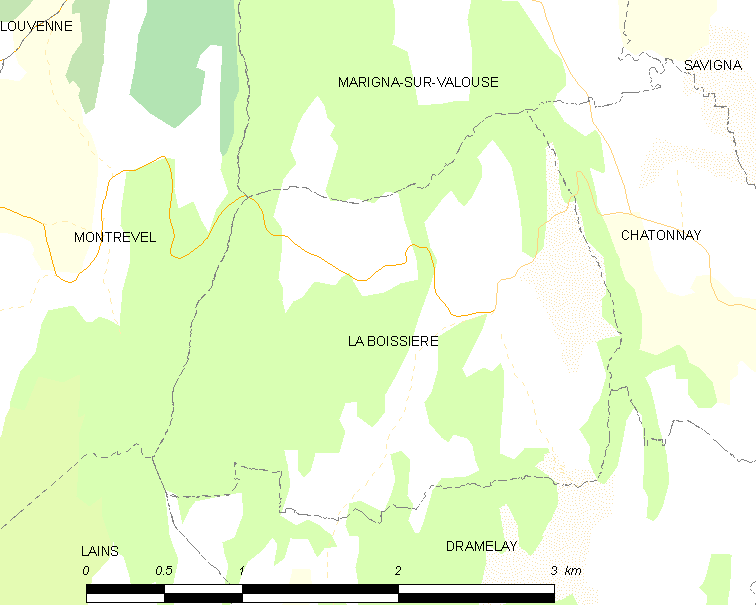
的OSM定位图

拉布瓦西耶尔的时区为UTC+01:00、UTC+02:00（夏令时）。

## 行政
拉布瓦西耶尔的邮政编码为39240，INSEE市镇编码为39062。

## 政治
拉布瓦西耶尔所属的省级选区为穆瓦朗昂蒙塔涅县。

## 人口

1962-2008年间人口变化图示

拉布瓦西耶尔于2022年1月1日时的人口数量为64人。